# Nashville Skyline
Nashville Skyline är ett musikalbum av Bob Dylan, släppt i april 1969. Albumet är starkt färgat av countrymusik och har ett lugnt tillbakalutat sound. Dylan har på albumet övergett sin välbekanta nasala stämma och sjunger med countrycroonröst. 
Många av låtarna så som "To Be Alone with You" och "Tonight I'll Be Staying Here with You" handlar till stor del om att vara tillfreds i ett kärleksförhållande, och är mycket mer direkta och lättillgängliga än den musik Dylan spelade in 1965-1966. Andra av låtarna som "Nashville Skyline Rag" (en instrumental låt), "Country Pie" och "Peggy Day" tillhör Dylans mer lättviktiga, skämtsamma och korta kompositioner. "Lay Lady Lay" är en av de kändaste låtarna från albumet och var en topp-tio hit både i USA och Storbritannien. Även "I Threw It All Away" blev en liten hit i Storbritannien där den som singel nådde #30. Countrylegenden Johnny Cash besökte Dylan under inspelningarna och de spelade in en rad duetter tillsammans. Av dessa användes dock endast "Girl from the North Country" på albumet. I början av den inspelningen kan man höra Dylan tugga tuggummi. När låten "To Be Alone With You" börjar, kan Dylan höras fråga producenten Bob Johnston "Is it rolling, Bob?".

## Låtlista
Låtarna skrivna av Bob Dylan.
1. "Girl from the North Country" - 3:41
2. "Nashville Skyline Rag" - 3:12
3. "To Be Alone With You" - 2:05
4. "I Threw It All Away" - 2:23
5. "Peggy Day" - 1:59
6. "Lay Lady Lay" - 3:20
7. "One More Night" - 2:25
8. "Tell Me That It Isn't True" - 2:45
9. "Country Pie" - 1:35
10. "Tonight I'll Be Staying Here with You" - 3:23

## Listplaceringar
| Lista (1969)   | Position            |
| -------------- | ------------------- |
| Danmark        | 2                   |
| Finland        | 9                   |
| Frankrike      | 1                   |
| Kanada         | 3 (RPM)             |
| Nederländerna  | 2                   |
| Norge          | 2 (VG-lista)        |
| Storbritannien | 1 (UK Albums Chart) |
| Sverige        | 10* (Kvällstoppen)  |
| USA            | 3 (Billboard 200)   |
| Västtyskland   | 24                  |